# Sigmund Theophil Staden

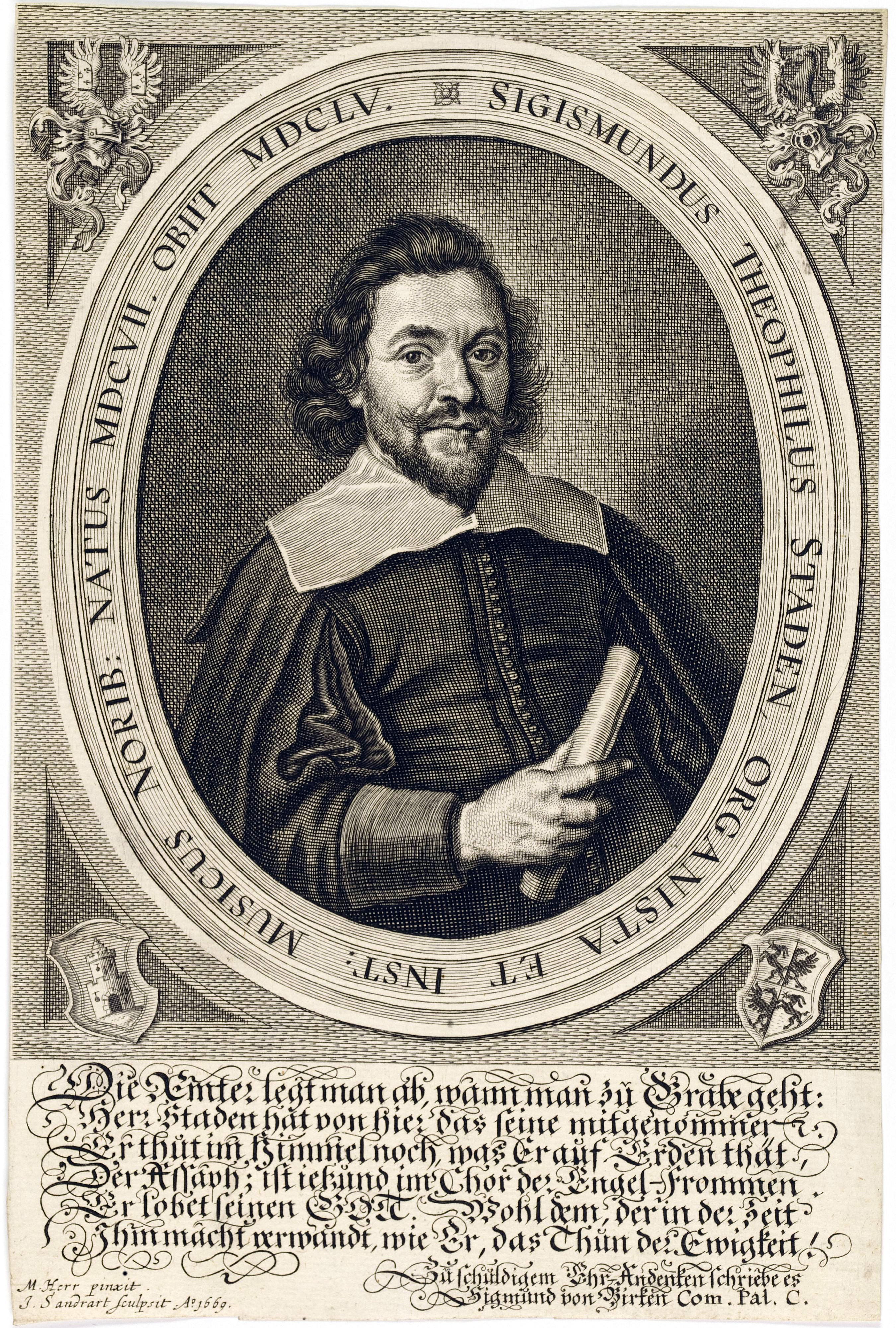
Sigmund Theophil Staden

Sigmund Theophil (Gottlieb) Staden (getauft 6. November 1607 in Kulmbach; begraben 30. Juli 1655 in Nürnberg) war ein deutscher Organist, Komponist, Stadtpfeifer, Maler und Dichter.

## Leben
Sigmund Theophil Staden war der Sohn des fürstlich brandenburg-culmbach-bayreuthischen Hoforganisten Johann Staden. Er wurde in Kulmbach, der vorübergehenden Residenz des Bayreuther Markgrafenhofs, geboren. Ab 1616 zog die Familie nach Nürnberg. Von seinem Vater erhielt er eine musikalische Ausbildung.
Der Vater bat 1620 ohne Erfolg für seinen 13-jährigen, musikbegabten Sohn um eine bezahlte Expekantenstelle. Daraufhin ging Staden beim Augsburger Stadtmusiker Jakob Baumann in die Lehre, ihm wurden hierfür vom Nürnberger Rat 150 Gulden für Kost und Lehrgeld gewährt. 1623 erhielt er eine Stelle bei der Stadt Nürnberg. 1627 weilte Staden mit Unterstützung des Rates für einige Monate in Berlin, um bei dem englischen Gambisten Walter Rowe das Spiel der Viola bastarda zu erlernen. Zu dieser Zeit erhielt er durch den Tod eines Stadtmusikers dessen freigewordene Planstelle.
Staden hatte in Nürnberg die Oberleitung der vier Musikchöre, die am 25. September 1649, zum Ende des Dreißigjährigen Krieges das Friedensmahl anlässlich des Friedensexekutionskongresses im Nürnberger Rathaussaal musikalisch umrahmten. 12 der damals aufgeführten und von Staden komponierten Musikalischen Friedensgesänge sind erhalten geblieben (Musicalische Friedensgesänge, Nürnberg 1651).
Staden war Organist an der Nürnberger St.-Lorenz-Kirche und ist wie sein berühmter Vater Johann Staden (1581–1634) auf dem St.-Johannis-Friedhof bestattet.

## Stadens OperSeelewig
Sigmund Theophil Stadens bekanntestes Werk ist die als älteste vollständig erhaltene deutsche Oper geltende Das Geistliche Waldgedicht oder Freudenspiel, genant Seelewig (Nürnberg 1644; Text von Georg Philipp Harsdörffer). Es handelt sich um eine vollständig durchkomponierte allegorische Handlung um die (weibliche) Seele, genannt Seelewig.
- Titel: Das Geistliche Waldgedicht/ oder/ Freudenspiel/ genant/ SEELEWIG/ Gesangsweis/ auf/ Italianische Art/[1] gesetzet.
- Die Stimmen der Personen im originalen Wortlaut:
  - 3 Discant oder Oberstimme (Nymfen und Schäferinnen):
    - Seelewig
    - Sinnigunda
    - Herzigild

  - 2 Alt oder hohe Stimmen:
    - Gwissulda, eine Matron
    - Künsteling (Schäfer)

  - 2 Tenor oder mittel Stimmen:
    - Ehrenlob (Schäfer)
    - Reichimuht (Schäfer)

  - 1 Baß oder Grundstimme:
    - Trügewalt/der Satyrus oder Waltgeist
- Instrument[e]:
  - 3 Geigen
  - 3 Flöten
  - 3 Schalmeyen
  - 1 grobes Horn
  - Den Grund dieser Music führet eine Theorba durch und durch [damit ist die Generalbass-Begleitung durch eine Theorbe gemeint].
- Drei Handlungen, aufgeteilt in Aufzüge
- Musik: Sie besteht aus kurzen instrumentalen Vor- und Zwischenspielen, genannt Symphonia, Einzelgesängen aus Strophenliedern und gesungen-rezitierenden Passagen, Duetten, Terzetten sowie mehrstimmigen Chören.
- Handlung: Alle Akteure sind allegorische Gestalten um die Versuchung der Nymphe Seelewig (Seele) zwischen Gut und Böse und deren Beständigkeit. Am Schluss erklingt ein Chor der Engel und solistisch Der Malkunst Beschluss-Gesang an die Zuhörer.

## Einzelanmerkungen
1. ↑  Bezug auf die Monodie (Einzelgesang) seit Jacopo Peri (1561–1633), und damit die italienische Gesangskunst Claudio Monteverdis (1567–1643) zur Zeit Stadens.

## Musiktheoretische Werke
- Rudimentum musicum, Das ist: Kurtze Unterweisung deß Singens für die liebe Jugend 1648, erschien bis 1663 in vier Auflagen, die alle als verschollen gelten.
- Entwerfung deß Anfangs, Fortgangs, Enderungen, Brauchs vnnd Mißbrauchs der Edlen Music (1643)
- Officium organicum (1651)
- Poetische Vorstellung der irdischen und himmlischen Musik. Von dem weltberühmten Musico, Herrn Sigismondo Theophilo Staden, in einem Kupferbild entworfen (1658)